# Casa Demas Adams
La casa Demas Adams es una residencia histórica ubicada en el área metropolitana de Columbus (Ohio), Estados Unidos. Construida para una segunda generación de colonos, conserva gran parte de su arquitectura original de la década de 1810 y ha sido nombrada como un sitio histórico.
Demas Adams, el residente original, dispuso la construcción de la casa en 1818 para él y su esposa, una hija del fundador de Worthington, James Kilbourn. Para la década de 1850, la casa había pasado al predicador metodista Uriah Heath, quien ayudó a establecer el Seminario Femenino de Worthington. Durante más de un siglo, el parqué original de nogal negro (Juglans nigra) permaneció en su lugar, pero en 1952 se instaló un nuevo revestimiento sobre el original.
Construida al estilo federal, sigue siendo una estructura con paneles de madera, colocada sobre una base de estuco. La fachada simétrica de dos pisos se divide en cinco tramos, con una ventana en cada uno excepto por la puerta. Este portal está ligeramente retranqueado del resto de la fachada, y entre el portal y la ventana central del segundo piso se interpone un pequeño frontón. Menos ancho que la fachada, y dividido en solo tres tramos, los lados se elevan hasta los hastiales con una ventana del tercer piso. Las chimeneas se colocan cerca de la línea del techo, mientras que el techo mismo posee tejas. En el interior, la casa ha experimentado pocos cambios; los pisos de fresno, las chimeneas y los elementos adicionales de madera instalados en el momento de la construcción aún están presentes. Es la más antigua de varias casas con armazón reforzado que aún se encuentran en Worthington.
En 1980 fue incluida en el Registro Nacional de Lugares Históricos, tanto por su arquitectura como por su conexión con Uriah Heath. Es una de las más de treinta ubicaciones que figuran en el Registro de Worthington, junto con sitios como la plaza pública frente a la casa y el distrito histórico de Worthington que abarca las cuadras que rodean la plaza.